# Netstal
Netstal is een plaats en voormalige gemeente in het Zwitserse kanton Glarus, en maakt sinds 1 januari 2011 deel uit van de gemeente Glarus.

## Geboren
- Rudolf Leuzinger (1826-1896), cartograaf
- Ludwig Hohl (1904-1980), schrijver en dichter
- Franz Regli (1935), componist, muziekpedagoog, dirigent, contrabassist en gitarist

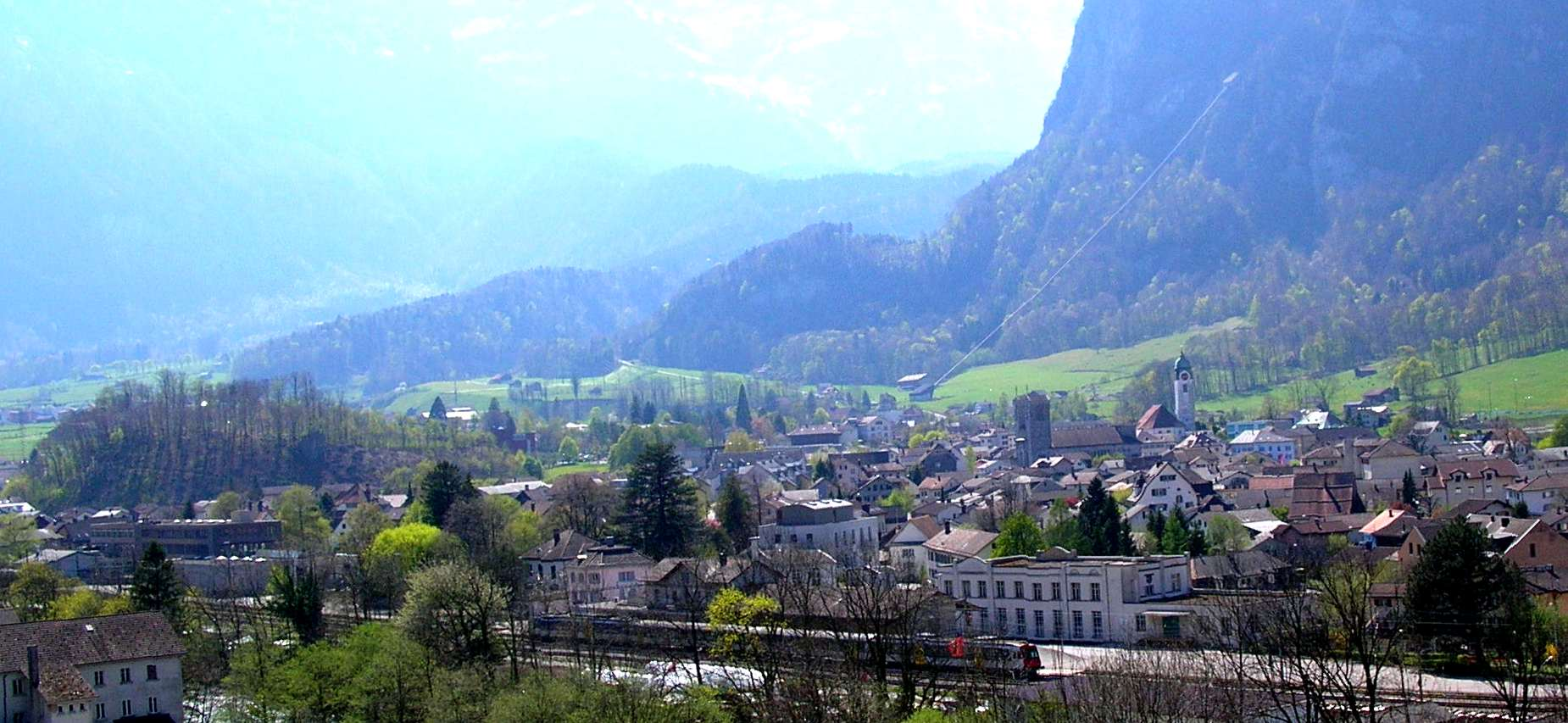
Gezicht op het dorp

- Gemeinsame Normdatei: 4460835-4
- Historisch woordenboek van Zwitserland: 000777
- Virtual International Authority File: 236547048
- WorldCat: E39PBJkhMCQ6pFK4ygK6pbh8md